# حنيظل
حنيظل هي مركز من الفئة «ب» يتبع لمحافظة الأسياح التابعة لمنطقة القصيم في المملكة العربية السعودية.

## التسمية
حنيظل هو تصغير لاسم حنظل وهو نبات مُرُّ الطعم.

## التاريخ
أسسها حمدبن علي بن طويان الجبري الخالدي الملقب بالقصير عام 1185 تقريبا وتعتبر من أقدم مراكز محافظة الاسياح بعد التنومة وأبا الورود وبها روضة تسمى باسمها وتشتهر بكثرة النخيل على شعيب حنيظل ولها موقع على الشبكة العنكبوتية يوضح تاريخها. 